# Soledad Puértolas
Soledad Puértolas Villanueva (Saragozza, 3 febbraio 1947) è una scrittrice e docente spagnola laureata in giornalismo e con un Master in lingua spagnola e portoghese presso l'Università della California. Dal 2010 è docente presso la Real Academia Española.

## Biografia
Soledad Puértolas nacque a Saragozza e durante la sua adolescenza si trasferì a Madrid con la sua famiglia. Studiò giornalismo presso la Escuela de la Iglesia e fu redattrice della rivista España Económica dal 1968 al 1970. Aveva precedentemente avviato gli studi in Scienze Politiche a Madrid, ma per problemi politici fu impossibilitata a proseguirli. Ha conoscenze economiche, anche se non ha terminato gli studi in Economia.
Si sposò a 21 anni e, con il marito, andò a vivere fuori dalla Spagna, a Trondheim (Norvegia). Successivamente si trasferirono in California, dove Puértolas ottenne un Master in Lingua e Letteratura spagnola e portoghese presso l'Università della California, Santa Barbara. In questa città nacque il suo primo figlio, Diego Pita, anche lui scrittore. Nel 1974, dopo tre anni trascorsi in California, tornarono in Spagna.
Nominata docente della RAE il 28 gennaio 2010, ottenne la cattedra come docente di Lingua spagnola il 21 novembre 2010.
Nel 2011 presentò in televisione il documentario Esta es mi tierra. Guiada por el agua. Questo documentario letterario raccoglieva le opere di scrittori e scrittrici, collegandole con i paesaggi che hanno influenzato i propri lavori. "Saragozza, Pamplona e Galizia costituiscono l'itinerario della vita privata e professionale della scrittrice Soledad Puértolas. I loro paesaggi e i loro popoli sono le radici delle sue opere". In quello stesso anno la Revista Cultural Turia le dedicó l'uscita numero 100.
Nel 2013, Soledad Puértolas, già nominata docente della RAE, fu protagonista di una delle conferenze con le quali il Governo di Aragona celebró i trecento anni dalla sua istituzione, intitolata "trabajar y disfrutar en la Academia". Puértolas è un'editorialista abituale di vari giornali e riviste specialistiche. Una selezione dei suoi articoli è raccolta ne La vida se mueve (1995). La sua carriera letteraria, il suo contributo intellettuale e personale nell'ambito culturale le sono stati riconosciuti con numerosi premi. Le sue opere sono state tradotte in varie lingue.

## Premi e riconoscimenti
Con El bandido doblemente armado, vinse nel 1979 il Premio Sésamo per le novelle nella sua XXIV edizione, in cui furono presentate 96 opere.
Nel 1989 ricevette il Premio Planeta con il suo libro Queda la noche. Soledad Puértolas divenne la sesta donna ad esser stata premiata con questo premio da quando lo ottenne per la prima volta Mercedes Salisachs con l'opera La gangrena, en 1975.
Iniziò la propria opera di saggistica La vida oculta, che dichiarò essere "una riflessione sul lavoro di scrittura" e di cui sottolineò "la necessità di analizzare la difficile convivenza in questo nucleo interno nel quale si forgiano la necessità di finzione e la realtà che ti circonda". Per questa opera le conferirono il Premio Anagrama di Saggistica nel 1993.
Ricevette il Premio de las Letras Aragonesas nel 2003, "per la sua rilevante carriera letteraria come narratrice e saggista", premio più ambito di questa categoria concesso dalla comunità autonoma dell'Aragona.
Nel 2001 vinse il Premio NH per Adiós a las novias, un libro de storie che riunisce 21 racconti che parlano del periodo della gioventù in cui i protagonisti si pongono domande sul proprio passato per cercare di  comprenderlo..Quello stesso anno ricevette il Premio Glauka come riconoscimento alla sua carriera nell'ambito culturale.
Nel 2008 le fu riconosciuto il Premio alla cultura della Comunidad de Madrid, una delle migliori onorificenze concesse dalla giunta regionale nell'ambito culturale.
Ricevette inoltre la Medalla de Oro di Saragozza nel 2012  ed il Premio José Antonio Labordeta di Letteratura nel 2016.
Il 28  gennaio 2010 fu nominata insegnante di Lingua Spagnola dopo esser stata eletta nella terza fase di votazioni, ricoprendo il posto vacante del docente Antonio Colino nella Real Academia Española. Ne prese possesso il 21 novembre 2010 con il discorso intitolato Aliados. Los personajes secundarios del «Quijote». Le rispose, a nome della corporazione, José María Merino. Fu portavoce della Giunta di Governo della RAE (2012-2014).
Il 5 settembre del 2018 fu nominata presidente del Real Patronato della Biblioteca Nacional de España (BNE) in sostituzione di Luis Alberto de Cuenca.

## Opere
- El Madrid de "La lucha por la vida". Madrid: Helios, 1971. Saggio.
- El recorrido de los animales. Madrid: Júcar, 1975. Racconto.
- El bandido doblemente armado. Madrid: Legasa, 1980. Romanzo. Premio Sésamo 1979
- Una enfermedad moral. Madrid: Trieste, 1982. Racconti.
- A través de las ondas. Racconto. En: Doce relatos de mujeres. Navajo, Ymelda (ed.) . Madrid: Alianza, 1982, pp. 165–177. Racconti.
- Burdeos. Barcelona: Anagrama, 1986. Romanzo.
- La sombra de una noche. Madrid: Anaya, 1986. Racconto.
- Todos mienten. Barcelona: Anagrama, 1988. Romanzo.
- Queda la noche. Barcelona: Planeta, 1989. Romanzo. Premio Planeta 1989
- Días del Arenal. Barcelona: Planeta, 1992. Romanzo.
- La corriente del golfo. Barcelona: Anagrama, 1993. Romanzo.
- La vida oculta. Barcelona: Anagrama, 1993. Saggio. Premio Anagrama 1993
- Si al atardecer llegara el mensajero. Barcelona: Anagrama, 1995. Romanzo.
- La vida se mueve. Madrid: El País-Aguilar, 1995. Articoli.
- Recuerdos de otra persona. Barcelona: Anagrama, 1996. Biografia.
- La hija predilecta. Racconto. En: Madres e hijas. Freixas, Laura (ed.). Barcelona: Anagrama, 1996. Racconti.
- Una vida inesperada. Barcelona: Anagrama, 1997. Romanzo.
- Rosa Chacel. Saggio. En: Retratos literarios: Escritores españoles del siglo XX evocados por sus contemporáneos . Freixas, Laura (ed.) . Madrid: Espasa Calpe, 1997, pp. 181–182. Saggio.
- Gente que vino a mi boda. Barcelona: Anagrama, 1998. Racconti.
- A la hora en que cierran los bares. Madrid: Difusión Directa Édera, 1998. Racconti.
- El cuarto secreto. Racconto. En: Relatos para un fin de milenio. Barcelona: Plaza y Janés, 1998, pp. 15–26
- El inventor del tetrabrik. Racconto. En: Vidas de mujer. Monmany, Mercedes (ed.) . Madrid: Alianza, 1998, pp. 131–143. Racconti.
- La señora Berg. Barcelona: Anagrama, 1999. Romanzo.
- La rosa de plata. Madrid: Espasa Calpe, 1999. Romanzo.
- Un poeta en la piscina. Racconto. En: Cuentos solidarios. Madrid: ONCE, 1999, pp. 13–15. Racconti.
- La carta desde el refugio. Racconto. En: Mujeres al alba. Madrid: Alfaguara, 1999, pp. 133–136. Racconti.
- Adiós a las novias. Barcelona: Anagrama, 2000. Racconti.
- Con mi madre. Barcelona: Anagrama, 2001
- Pisando jardines. Racconto. En: Orosia: Mujeres de sol a sol . Jaca: Pirineum Multimedia, 2002, pp. 159–164. Racconti.
- Ausencia. Racconto. En: Mujeres en ruta, 2005, pp. 41–47. Racconti.
- Historia de un abrigo. Barcelona: Anagrama, 2005. Romanzo.
- Cielo nocturno. Barcelona: Anagrama, 2008. Romanzo.
- Masajes. Racconto. En: Cuentos de amigas. Laura Freixas (ed.) Anagrama, 2009. Racconti
- Compañeras de viaje. Barcelona. Anagrama, 2010. Racconti.
- Mi amor en vano. Barcelona: Anagrama, 2012. Romanzo.
- El fin. Barcelona. Anagrama, 2015. Racconto.
- Chicos y chicas. Barcelona: Anagrama, 2016. Racconti.
- Lúcida melancolía. Pamplona. Ipso ediciones. 2017. Colección Baroja & Yo. Saggio.
- Música de ópera. Barcelona: Anagrama, 2019. Romanzo.